# Phaeophilacris obscura
Phaeophilacris obscura är en insektsart som beskrevs av Lucien Chopard 1970. Phaeophilacris obscura ingår i släktet Phaeophilacris och familjen syrsor. Inga underarter finns listade i Catalogue of Life.